# Schalom Ben-Chorin
Schalom Ben-Chorin, ebraico שלום בן-חורין; nome di nascita Fritz Rosenthal (Monaco di Baviera, 20 luglio 1913 – Gerusalemme, 7 maggio 1999), è stato un giornalista e teologo tedesco.

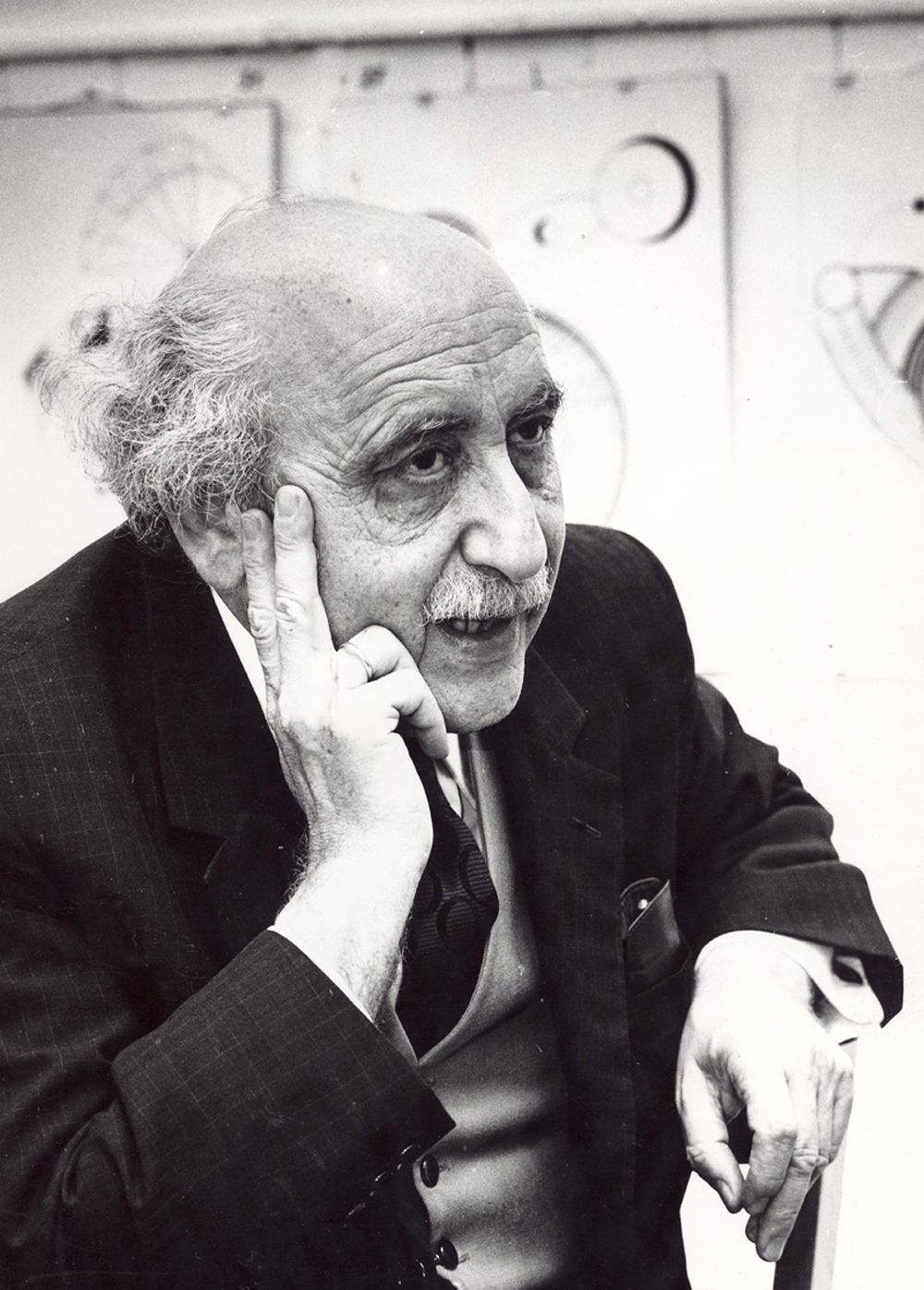
Schalom Ben-Chorin (1975)

Ben-Chorin lavorò con determinazione per il dialogo cristiano-ebraico, per il superamento dell'antisemitismo cristiano e per la possibilità di una teologia dopo la tragedia di Auschwitz.
Il suo nome significa Pace, figlio della Libertà.